# 16 días de activismo contra la violencia de género

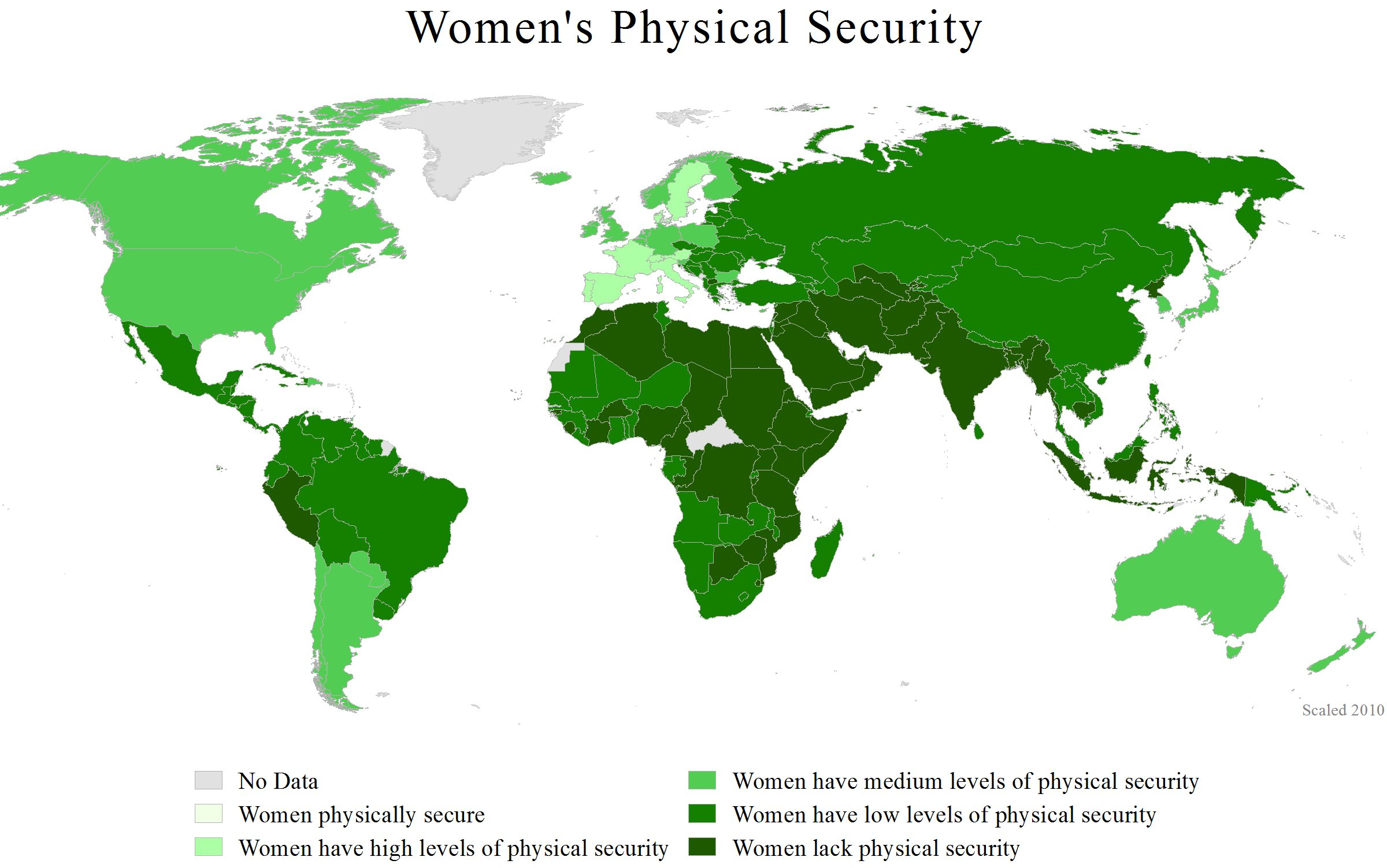
Mapa mundial de riesgo contra la integridad física de las mujeres - 2011

16 días de activismo contra la violencia de género es una campaña internacional de lucha contra la violencia hacia mujeres y niñas iniciada en 1991 a propuesta del Centro para el Liderazgo Global de Mujeres y desde 2008 apoyada por Naciones Unidas a través de la campaña global lanzada por el Secretario General Ban Ki-moon: "Únete para Poner Fin a la Violencia contra las Mujeres". La campaña se realiza todos los años, entre el 25 de noviembre, Día Internacional de la Eliminación de la Violencia contra la Mujer, y el 10 de diciembre, Día de los Derechos Humanos. Propone la organización de actos durante los 16 días en pro de la erradicación de la violencia contra las mujeres y las niñas en el mundo. 

## Historia
La campaña fue iniciada durante el primer encuentro del Centro para el Liderazgo Global de Mujeres en 1991 en la Universidad de Rutgers en Nueva Jersey (Estados Unidos).

## Fechas significativas
- 25 de noviembre - Día Internacional de la Eliminación de la Violencia contra la Mujer[6] y La Revolución de las rosas[7][8]
- 29 de noviembre - Día Internacional de las Defensoras de Derechos Humanos[9]
- 1 de diciembre - Día Mundial de la Lucha contra el Sida
- 5 de diciembre - Día Internacional del Voluntariado por el Desarrollo Económico y Social.
- 6 de diciembre - Aniversario de la Masacre de Montreal. En el recuerdo de las víctimas Canadá celebra en esta fecha el Día Nacional del Recuerdo por las Víctimas de la Violencia contra la Mujer
- 9 de diciembre - Día Internacional de las Personas Defensoras de Derechos Humanos[10]
- 10 de diciembre - Día de los Derechos Humanos. Fecha en la que se proclamó la Declaración Universal de los Derechos Humanos.[11]

## Lemas
- 2024: Eliminar la violencia de género contra mujeres y niñas en situaciones de conflicto y humanitarias[12]
- 2023: ¡Únete! Invierte para prevenir la violencia contra las mujeres y las niñas
- 2022: Pinta el mundo de naranja: ¡ÚNETE! Activismo para poner fin a la violencia contra las mujeres y las niñas
- 2019: Generación Igualdad condena la violación
- 2018: Pinta el mundo de naranja: #EscúchameTambién
- 2017: Que nadie se quede atrás
- 2016: Invertir y movilizar para poner fin a la violencia contra las mujeres
- 2015: Prevenir la violencia contra las mujeres
- 2014: De la paz en el hogar a la paz en el mundo: derrotemos al militarismo y terminemos con la violencia de género
- 2013: Poner fin a la violencia contra las mujeres
- 2012: Acabemos con la violencia contra las mujeres. Nos comprometemos.
- 2011: Poner fin a la violencia contra las mujeres y las niñas
- 1991: La violencia contra las mujeres viola los derechos humanos.[13][14][15][16]